# 韋拉克魯斯 (北里約格朗德州)
韋拉克魯斯（葡萄牙語：Vera Cruz），是巴西的城鎮，位於該國東北部，由北里約格朗德州負責管轄，始建於十九世紀，面積92平方公里，2012年人口11,051，人口密度每平方公里119.97人。